# Kiimasjärvi (sjö i Sysmä, Päijänne-Tavastland)
Kiimasjärvi är en sjö i kommunen Sysmä i landskapet Päijänne-Tavastland i Finland. Sjön ligger 95,3 meter över havet. Arean är 1,02 kvadratkilometer och strandlinjen är 11,89 kilometer lång. Sjön  ingår i Kymmene älvs huvudavrinningsområde.   Den ligger omkring 72 km norr om Lahtis och omkring 170 km norr om Helsingfors. 
I sjön finns öarna Rämäsaari, Kanisaari, Revonsaari, Putkosaari, Silvastisaaret och Isosaari. 